# رشاد ضامر
الرشاد الضامر (باللاتينية: Lepidium ruderale) نوع نباتي ينتمي إلى جنس الرشاد من الفصيلة الصليبية. موطنه أوروبا وآسيا ويوجد في المشرق العربي والجزيرة العربية.